# Ulrich Rüdiger
Ulrich Rüdiger (Helmstedt, 1966) è un fisico tedesco.
Ulrich Rüdiger è stato rettore dell'Università di Costanza dal 2009 al 2018.. Dal 2018 è rettore dell'Università RWTH di Aquisgrana.
Prima di diventare rettore, svolgeva ricerca nel campo della fisica dello stato solido.
È sposato e ha quattro figli.